# آلبرتو گونزالس
 آلبرتو گونزالس (انگلیسی: Alberto Gonzales؛ زاده ۴ اوت ۱۹۵۵) یک قاضی اهل ایالات متحده آمریکا است.